# SN 1572
SN 1572 nebo Supernova 1572 nebo Tychonova nova byla supernova v souhvězdí Kasiopea, jedna z mála supernov viditelných pouhým okem. Obecně se říká, že ji jako první objevil Tycho Brahe 11. listopadu 1572. V době objevu byla jasnější než Venuše. Na vrcholu své jasnosti dosáhla −4,1 mag. V březnu 1574 se její jas snížil pod hranici viditelnosti pouhým okem. Byla známá pod názvem „podivná hvězda“ nebo „hvězda poutník“. Své současné jméno získala až o dvě století později.
Jejím skutečným objevitelem byl pravděpodobně Wolfgang Schuler, který ji viděl již 6. listopadu. Také Ital Francesco Maurolico si jí všiml dříve než Brahe.
Zbytek supernovy objevili vědci obsluhující dalekohled na observatoři Mount Palomar v 60. letech 20. století. Šlo pravděpodobně o supernovu typu Ia. V tomto případě bílý trpaslík získává hmotu od svého průvodce, většinou jde o hvězdného obra. Jak bílý trpaslík nasává hmotu, postupně přesahuje Chandrasekharovu mez, načež následuje výbuch. Tento druh supernovy obvykle negeneruje takové obálky jako supernovy typu II (například SN 1054). Zbytkový plyn uniká z místa výbuchu rychlostí 9 000 km/s.
V říjnu 2004 vyšel článek v časopise Nature, ve kterém byl ohlášen objev hvězdy typu G2, podobné našemu Slunci, která byla pravděpodobně oním společníkem bílého trpaslíka ze supernovy SN 1572. Výzkum publikovaný v březnu následujícího roku odhalil další podrobnosti o této hvězdě. Hvězda obdržela označení Tycho G, před výbuchem patřila k hvězdám na hlavní posloupnosti nebo podobrům, exploze ale odstranila hmotu z vnějších vrstev hvězdy, čímž se snížila její hmotnost. Rychlost hvězdy je zhruba 136 km/s, což je více než 40× vyšší rychlost než u sousedních hvězd, to je nejsilnějším důkazem pro to, že byla společníkem hvězdy, která vybuchla.
SN 1572 je spojena s rádiovým zdrojem G120.1+1.4. Jeho zdánlivý průměr je 3,7 obloukové minuty a leží přibližně 7 500 světelných let od Země.